# Gustav Böss
Gustav August Johann Heinrich Böss, tysk stavning: Böß, född 11 april 1873 i Giessen, död 6 februari 1946 i Bernried am Starnberger See, var en tysk jurist och liberal politiker tillhörande DDP. Från 20 januari 1921 till 7 november 1929 var han Berlins överborgmästare.

## Biografi
Böss växte upp i Giessen i Hessen och studerade juridik och nationalekonomi vid Giessens universitet, där han avslutade sina studier med en juris doktorsexamen. Han arbetade därefter inom Storhertigdömet Hessens förvaltning och för de preussisk-hessiska statsjärnvägarna. 1910 blev han kommunalråd med ansvar för trafikfrågor i den då självständiga staden Schöneberg i nuvarande Berlin, under överborgmästarna i Schönebergs styre, Rudolph Wilde och därefter Alexander Dominicus. När de första stegen mot en sammanslagning av Berlins olika kommuner togs, blev Böss kamrer i den gemensamma förvaltningen. Efter att Stor-Berlin bildats 1920, blev Böss nominerad av DDP till Berlins överborgmästare och valdes med stöd av socialdemokratiska SPD 20 januari 1921. I egenskap av överborgmästare var han även ex officio ledamot av Preussiska statsrådet.
Böss kom att vara Berlins överborgmästare under större delen av det "glada 1920-talet". Han verkade för en starkare centralisering av Stor-Berlins förvaltning, men mötte kraftigt motstånd från stadsdelarnas förvaltningar. Under hans regering anlades flera lek- och idrottsplatser i de olika stadsdelarna, bland andra Mommsenstadion och idrottsplatser i Charlottenburg och på Jungfernheide. Han verkade också för det kommunala kulturlivet, bland annat genom att arrangera regelbundna konserter med unga musiker i Berlins rådhus, och lät Deutsche Oper i Charlottenburg omvandlas till Berlins stadsopera. Under hans tid genomfördes även flera stora byggnadsprojekt som Messe Berlin och Berlin-Tempelhofs flygplats.
Böss avgick i november 1929 efter att hans inblandning i en mutskandal, den så kallade Sklarekskandalen blivit känd. Klädfirman Sklarek hade erhållit lukrativa kontrakt på kläder till vårdinrättningar genom att muta politiker och tjänstemän. Böss hustru hade erhållit en päls till kraftigt rabatterat pris, och även om Böss sedermera hade donerat mellanskillnaden på omkring 1000 riksmark till välgörenhet hade detta inte meddelats givaren. Böss friades sedermera från anklagelser om maktmissbruk och mutbrott, men dömdes till ett mindre bötesstraff för tjänstefel eftersom hans sätt att kompensera pälsgåvan inte följde gällande praxis. Han pensionerade sig i samband med rättegångarna av hälsoskäl. Efter det nazistiska maktövertagandet 1933 inleddes en ny utredning mot Böss för fusk med ersättningar, men anklagelserna visade sig grundlösa och något åtal inleddes aldrig. Han bosatte sig 1934 i Bernried am Starnberger See i Bayern och bodde där fram till sin död 1946.

## Minnesmärken
Utomhusscenen Gustav-Böß-Freilichtbühne i Jungfernheide är uppkallad efter Böss.

## I film och fiktion
Böss förekommer i en biroll i den tyska TV-serien Babylon Berlin (2017), där han spelas av Detlef Bierstedt.